# Triplophysa yunnanensis
Triplophysa yunnanensis är en fiskart som beskrevs av Yang, 1990. Triplophysa yunnanensis ingår i släktet Triplophysa och familjen grönlingsfiskar. Inga underarter finns listade i Catalogue of Life.